# Phoeniculidae
Los fenicúlidos (Phoeniculidae) son una familia de aves bucerotiformes propias del África subsahariana conocidas vulgarmente como abubillas arbóreas.

## Taxonomía
La familia incluye ocho o nueve especies encuadradas en dos géneros:
- Género Phoeniculus
  - Phoeniculus bollei (Hartlaub, 1858)
  - Phoeniculus castaneiceps (Sharpe, 1871)
  - Phoeniculus damarensis (Ogilvie-Grant, 1901)
    - P. damarensis granti (Neumann, 1903)

  - Phoeniculus purpureus (Miller, JF, 1784)
  - Phoeniculus somaliensis (Ogilvie-Grant, 1901)
- Género Rhinopomastus
  - Rhinopomastus aterrimus (Stephens, 1826)
  - Rhinopomastus cyanomelas (Vieillot, 1819)
  - Rhinopomastus minor (Rüppell, 1845)